# Джизакский государственный педагогический университет
Джизакский государственный педагогический университет (ДжГПУ) — один из крупнейших высших учебных заведений и научно-исследовательских центров Узбекистана, а также в составе Министерства высшего образования, науки и инноваций Республики Узбекистан.
8 августа 1974 года на основании Приказа № 256 Министерства образования Республики Узбекистан был создан Джизакский государственный педагогический институт и его ректором был назначен доктор филологических наук, профессор Бозорбой Уринбаев. На основании соответствующего решения Министерства образования Республики Узбекистан в 1989 году Джизакскому государственному педагогическому институту присвоено имя известного писателя Абдуллы Кадыри, основоположника узбекской романной школы.
21 июня 2022 года на основании постановления Президента Республики Узбекистан №ПП-289 «О мерах по повышению качества педагогического образования и дальнейшему развитию деятельности высших учебных заведений, осуществляющих подготовку педагогических кадров» Джизакскому государственному педагогическому институту имени Абдуллы Кадыри присвоен статус Джизакского государственного педагогического университета.
Ректор университета, доктор педагогических наук, профессор Шавкат Сафарович Шарипов. К 2024 году в университете имеются 12 факультетов, 28 направлений и 35 кафедр. Количество студентов составляют 20 722 человека. В университете ведут свою деятельность 731 профессоров-преподавателей. В учебном заведении имеются магистратура и заочное (специальное заочное) отделения. В магистратуре 20 специализаций. Полное наименование учреждения: Джизакский государственный педагогический университет имени Абдуллы Кадыри. Краткое название: ДжГПУ. Общая площадь составляет 101 766 м², из них 9 980 м² — учебная площадь, 9 100 м² — площадь общежития.

## История
Учитывая, что потребность в квалифицированных педагогах сети народного образования Джизакской области с каждым годом возрастает, было принято постановление правительства бывшего Советского Союза № 605 от 26 июля 1974 года и постановление правительства Республики Узбекистан от 4 августа 1974 года, направленное на его реализацию и приказы Министерства народного образования Республики Узбекистан № 256 от 8 августа 1974 года, направленные на их непосредственную реализацию и на их основе был основан Джизакский государственный педагогический институт. При создании ВУЗа инициатором выступил первый секретарь Центрального Комитета Республики Узбекистан Шароф Рашидов.
В 1974—1975 учебном году в институте действовали 2 факультета и 4 кафедры. Всего начали готовить специалистов по 5 направлениям. Направления: Узбекский язык и литература, Русский язык и литература для европейских и национальных языковых школ, Общее техническое и трудовое образование, Математика, Начальное образование.
В первый учебный год создания учреждения для осуществления деятельности из высших учебных заведений Самарканда, Ташкента, Сырдарьинской области всего было приглашено 29 профессоров и преподавателей. Прием в Джизакский государственный педагогический институт был запланирован для осуществления в 1974 году, в первом 1974—1975 учебном году была намечена квота о приеме в институт всего 425 студентов, из них 300 — дневной формы обучения, 125 — заочной формы обучения. Первым ректором института был назначен кандидат филологических наук, доцент Бозорбой Оринбоев, работающий на должности проректора по учебной работе Самаркандского государственного педагогического института (после 1992 года — Самаркандский государственный университет).
Для института на территории, расположенной в действующем экологическом парке «Урда» в городе Джизак начинается строительство одно- и двухэтажных зданий. По инициативе Шарофа Рашидова в 1982 году под нынешнее здание Джизакского государственного педагогического института был вырыт фундамент для строительства. Для заложения первого кирпича в фундамент здания был приглашён Шароф Рашидов.
С 1988 года коллектив института переехал в новый учебный корпус. На основании соответствующего решения Министерства образования Республики Узбекистан в 1989 году Джизакскому государственному педагогическому институту присвоено имя известного писателя Абдуллы Кадыри, основоположника узбекской романной школы.
Главный корпус учреждения был полностью отремонтирован в 2020—2022 годах. К 2024 году это здание стало одним из красивейших мест города Джизака.

## Деятельность
21 июня 2022 года на основании постановления Президента Республики Узбекистан №ПП-289 «О мерах по повышению качества педагогического образования и дальнейшему развитию деятельности высших учебных заведений, осуществляющих подготовку педагогических кадров» Джизакскому государственному педагогическому институту имени Абдуллы Кадыри присвоен статус Джизакского государственного педагогического университета.
Ректор университета, доктор педагогических наук, профессор Шавкат Сафарович Шарипов. К 2024 году в университете имеются 12 факультетов, 28 направлений и 35 кафедр. Количество студентов составляют 20 722 человека. В университете ведут свою деятельность 731 профессоров-преподавателей. В учебном заведении имеются магистратура и заочное (специальное заочное) отделения. В магистратуре 20 специализаций. Заочное (специальное заочное) отделение Джизакского государственного педагогического университета расположено в городе Бустон Зарбдарского района Джизакской области. На сегодняшний день на заочном отделении обучаются студенты по заочной (5-летней) форме обучения и по 2-й специальности образовательных направлений. В университете имеется 1 академический лицей, 1 школа и 2 техникума.

## Отделения

### Заочное отделение
Заочное (специальное заочное) отделение Джизакского государственного педагогического университета имени Абдуллы Кадыри с начала 2021—2022 учебного года продолжает свою деятельность в реконструированном здании университета, расположенном в городе Бустон Зарбдарского района Джизакской области.
В соответствии с постановлением Президента Республики Узбекистан № ПП-3183 «Об организации специальных заочных отделений по педагогическим направлениям в высших образовательных учреждениях» от 9 августа 2017 года в Джизакском государственном педагогическом университете имени Абдуллы Кадыри создано заочное (специальное заочное) отделение. Заочное (специальное заочное) отделение Джизакского государственного педагогического университета ведет свою деятельность начиная с 2018—2019 учебного года на основании Постановления Кабинета Министров Республики Узбекистан, № 930 «Об утверждении положений о порядке организации в высшем учебном заведении заочного (специального заочного) и вечернего (сменного) обучения» от 21 ноября 2017 года и на основании положения, утвержденного решением совета университета № 1 от 24 августа 2020 года. В заочном (специальное заочное) отделении Джизакского государственного педагогического университета имеются заочная (5-летняя) форма обучения и форма обучения по второй специальности.
В составе заочного (специального заочного) отделения действуют следующие кафедры:
• Кафедра дистанционного обучения по естественным и точным наукам;
• Кафедра дистанционного обучения по социально-гуманитарным наукам;
• Отдел дистанционного обучения в дошкольных и начальных классах.

### Отделение магистратуры
В Джизакском государственном педагогическом институте с 2003—2004 учебного года начала работать магистратура и осуществляется приём магистрантов по направлениям «Физика», «Химия», «Биология», «История», «Узбекский язык». В Джизакский государственный педагогический институт первоначально на 2017—2018 учебный год по 4 специальностям магистратуры (методика преподавания точных и естественных наук (математика, биология)) — 8, теория и история педагогики (по видам деятельности) — 4, методика преподавания социальных и гуманитарных наук — 4, всего принято 16 магистрантов; на 2018—2019 учебный год 82 магистранта по 13 специальностям; на 2019—2020 учебный год 209 магистрантов по 18 специальностям; на 2020—2021 учебный год 350 магистрантов по 18 специальностям; на 2021—2022 учебный год 921 магистрант по 20 специальностям. В 2024 году на 1-м и 2-м курсах магистратуры обучаются 232 магистранта.
По данным магистерским специальностям под руководством 25 профильных кафедр осуществляется учебная и научно-исследовательская деятельность магистрантов.

## Факультеты и направления
| #  | Название факультета                       | Название направления                                               |
| 1  | Математика и информатика                  | Образовательное направление методика преподавания математики       |
| 1  | Математика и информатика                  | Образовательное направление методика преподавания информатики      |
| 1  | Математика и информатика                  | Образовательное направление математики и информатики               |
| 2  | Естественные науки                        | Направление биологии                                               |
| 2  | Естественные науки                        | Направление химии                                                  |
| 2  | Естественные науки                        | Основы географии и экономических знаний                            |
| 3  | Узбекский язык и литература               | Узбекский язык и литература                                        |
| 4  | Начальное образование                     | Направление начального образования                                 |
| 5  | Факультет истории                         | Направление истории                                                |
| 5  | Факультет истории                         | Национальная идея, основы духовности и правовое воспитание         |
| 6  | Факультет физико-технического образования | Направление Физики и астрономии                                    |
| 6  | Факультет физико-технического образования | Методика преподавания физики и астрономии                          |
| 6  | Факультет физико-технического образования | Направление технологического образования                           |
| 6  | Факультет физико-технического образования | Направление живопись                                               |
| 6  | Факультет физико-технического образования | Направление дизайна                                                |
| 6  | Факультет физико-технического образования | Направление изобразительного искусства и инженерной графики        |
| 7  | Факультет иностранных языков              | Направление иностранного языка и литературы, английский язык       |
| 8  | Факультет русского языка и литературы     | Направление русского языка и литературы                            |
| 8  | Факультет русского языка и литературы     | Направление русского языка в иноязычных группах                    |
| 8  | Факультет русского языка и литературы     | Русскоязычная литература в иноязычных группах                      |
| 9  | Факультет физической культуры             | Направление физической культуры                                    |
| 9  | Факультет физической культуры             | Направление женского спорта                                        |
| 9  | Факультет физической культуры             | Направление спортивной деятельности: борьба                        |
| 10 | Факультет педагогики и психологии         | Направление педагогики и психологии                                |
| 10 | Факультет педагогики и психологии         | Специальная педагогика, сурдопедагогика                            |
| 10 | Факультет педагогики и психологии         | Направление специальной педагогики, олигофренопедагогики           |
| 10 | Факультет педагогики и психологии         | Направления школьного менеджмента                                  |
| 10 | Факультет педагогики и психологии         | Направление специальной педагогики логопедия                       |
| 11 | Факультет дошкольного образования         | Направление дошкольного образования                                |
| 11 | Факультет дошкольного образования         | Иностранный язык в дошкольном и начальном образовании              |
| 11 | Факультет дошкольного образования         | Физическое воспитание и спорт в дошкольном и начальном образовании |
| 11 | Факультет дошкольного образования         | Направление музыкального образования                               |
| 11 | Факультет дошкольного образования         | Направление музыкального исполнения                                |
| 12 | Медицинский факультет                     | Направление лечебного дела                                         |
| 12 | Медицинский факультет                     | Направление педиатрического дела                                   |

## Академический лицей, техникум и школы

### Базовая школа № 30 Джизакского государственного педагогического университета
Школа № 30 построена и сдана в эксплуатацию в 2023 году. Общеобразовательная школа № 30, расположена по адресу город Джизак махалля Заргарлик дом 81, рассчитана на 990 мест. Занятия проводятся на узбекском и русском языках. По состоянию на 2023 год в школе обучается 1059 учеников. Количество преподавателей — 73 человека. Во исполнении приказа ректора Джизакского государственного педагогического университета № 362-У от 8 сентября 2023 года была разработана дорожная карта. Согласно которой, в общеобразовательной школе № 30 города Джизака, которая определена базовой школой вуза организован учебный процесс, практика студентов 4+2, качество уроков, уровень образования преподавателей, процессы работы с кружками.

### Академический лицей Джизакского государственного педагогического университета
Создан приказом Министерства высшего образования, науки и инноваций Республики Узбекистан от 30 апреля 2001 года № 96. Здание лицея, рассчитанное на 825 мест построено и сдано в эксплуатацию в 1993 году. По состоянию на 2023 год в академическом лицее обучаются 778 учащихся. Академический лицей имеет 43 учебных класса, общежитие на 300 мест, 2 спортивных зала размером 12х24 метра, библиотеку на 50 мест, столовую на 100 мест, мини-стадион с искусственным покрытием 60х30 метров. Форма обучения: Очная. Направления образования: точные науки, экономика и технические, естественные науки, социальные и гуманитарные науки и иностранные языки.

### Галляаральский техникум обслуживания и сервиса при Джизакском государственном педагогическом университете
Был учреждён на основании указа Президента Республики Узбекистан от 6 сентября 2019 года № ПФ-5812 «О дополнительных мерах по дальнейшему совершенствованию системы профессионального образования» и приказа Министра высшего и среднего специального образования Республики Узбекистан от 30 июня 2020 года № 355 об организации техникумов при высших учебных заведениях. Здание имеет 3 этажа и рассчитано на 720 мест. В техникуме 28 аудиторий. Здесь есть 2 компьютерных класса, информационная библиотека на 40 мест, конференц-зал на 120 мест, кухня на 120 мест, спортивный зал 30х18 метров, а также открытое футбольное поле, волейбольная и баскетбольная площадки.

### Мирзачульский агропромышленный техникум Джизакского государственного педагогического университета
Был организован в 2020 году на основании постановления Президента Республики Узбекистан от 6 сентября 2019 года «О дополнительных мерах по дальнейшему совершенствованию системы профессионального образования» № ПФ-5812. Здание на 480 мест было построено и сдано в эксплуатацию в 1975 году. По состоянию на 2023 год в техникуме обучаются 407 студентов. Имеются 29 учебных классов, общежитие на 50 коек и 2 мастерские (швейная и кузнечная). Формы обучения: очная, заочная, дуальная. Сферы образования: спортивная деятельность, музыкальный руководитель, дизайнер дошкольной образовательной организации, библиотечное дело, учёт и аудит, компьютерная инженерия, проектирование и технология изделий лёгкой промышленности, педагог дошкольной образовательной организации, теория музыки.

## Ректоры
| #  | Имя, Фамилия, Отчества           | Степень и звание                               | Годы руководства   |
| -- | -------------------------------- | ---------------------------------------------- | ------------------ |
| 1  | Бозорбой Уринбоев                | доктор филологических наук, профессор          | 1974-1986          |
| 2  | Усмонали Нишоналиев              | доктор педагогических наук, профессор          | 1986-1990          |
| 3  | Бозорбой Уринбоев                | доктор филологических наук, профессор          | 1990-1992          |
| 4  | Садик Нишонов Ахмадович          | доктор географических наук, профессор          | 1992-1996          |
| 5  | Гофурджон Мухамедов Исроилович   | доктор химических наук, профессор              | 1997-2004          |
| 6  | Бахром Мамаджонов                | кандидат физико-математических наук, доцент    | 2004-2005          |
| 7  | Олимжон Досматов Мусурмонович    | доктор физико-математических наук, профессор   | 2005-2014          |
| 8  | Неъмат Алимов Адилович           | кандидат физико-математических наук, профессор | 2014-2015          |
| 9  | Абдугани Холбеков Джуманазарович | доктор социологических наук, профессор         | 2015-2020          |
| 10 | Шавкат Шарипов Сафарович         | доктор педагогических наук, профессор          | 2020 — по сей день |

## Знаменитые выпускники
- Умиджон Рахмонбердиев — учился на факультете математики и информатики ВУЗа в 1992—1997 годах. Он является старшим специалистом Управления по борьбе с наркотиками и преступностью штаб-квартиры ООН в Вене, столице Австрии.
- Шухрат Мухаммаджонович Содиков — учился на факультете русского языка и литературы ВУЗа в 1987—1992 годах. В течение 2018—2021 годов эффективно работал на должности Министра развития информационных технологий и связи Республики Узбекистан.
- Абдурасулов Рустам Абдурайимович — учился в институте в 1979—1983 годах, доктор психологических наук, исполнял обязанности профессора, в 2009—2011 годах работал ректором Института переподготовки и повышения квалификации работников народного образования Джизакской области.
- Шавкат Сафарович Шарипов — учился в ВУЗе в 1991—1995 гг. Первоначально он работал на ректорате Ташкентского государственного педагогического университета имени Низами, а с марта 2020 года работает ректором Джизакского государственного педагогического университета.
- Олим Холбутаевич Туракулов — директор Джизакского филиала Национального университета Узбекистана, профессор.
- Бобомуродов Озод Джураевич — исполнительный директор филиала Казанского федерального университета в Джизаке, доктор технических наук, профессор.
- Лазиз Мамажонович Зокиров — окончил факультет физического воспитания университета в 1996 году. Чемпион Узбекистана и Азии по боксу.
- Нигина Октамова — чемпионка Узбекистана, Азии и мира по боксу среди молодежи и взрослых[1], лучшая женщина-боксер 2021 года[2], обладательница медали «Шухрат».
- Джахангир Закиров — студент факультета физического воспитания университета. В 2022 году он выиграл чемпионат мира по боксу.
- Алишер Келдиевич Кадыров — лидер Демократическая партия Узбекистана «Миллий тикланиш», заместитель спикера Законодательной палаты Олий Мажлиса.
- Бекзод Акмалович Маматкулов — предприниматель и общественный деятель. Основатель холдинга BMB.

## Международное сотрудничество
Развитие международных связей в сфере образования Джизакского государственного педагогического университета и изучение опыта развитых стран мира включают в себя следующие задачи:
- Повышение квалификации преподавателей высшего учебного заведения;
- Широкое участие профессоров и преподавателей вуза в зарубежных научно-практических семинарах, конференциях и симпозиумах;
- Участие преподавателей и студентов в программах и тренингах по зарубежному обмену;
- Приглашение иностранных преподавателей и профессоров для работы в высшем учебном заведении с целью совершенствования учебного процесса и обмена опытом.

Международное сотрудничество в сфере образования осуществляется на основе межправительственных соглашений с Республикой Южная Корея, Англией, Францией, Российской Федерацией, Белоруссией, Турцией, Азербайджаном, Казахстаном, Индией и рядом других стран. Эти соглашения предусматривают обмен профессорами и студентами, их участие в различных конференциях и симпозиумах, проведение совместных научных исследований, публикацию научных статей и т. д. 40 студентов, кандидатов наук и молодых специалистов из ряда высших учебных заведений Узбекистана проходят стажировку в китайских вузах в рамках соглашения «О сотрудничестве в области образования» между Министерством высшего и среднего специального образования и Министерство образования Китайской Народной Республики 8 ноября 1999 г. Высшее учебное заведение установило тесные отношения с Британским Советом, агентствами международного сотрудничества Кореи, программой технического сотрудничества Индии, Программой развития Организации Объединённых Наций и другими. Все эти программы и проекты направлены на развитие высшего образования в ДжГПУ, совершенствование учебно-методического процесса с использованием передового зарубежного опыта, повышение квалификации профессоров и преподавателей, расширение обмена студентами.
Также стоит отметить активное участие ДжГПУ в образовательной программе Евросоюза под названием Erasmus Mundus. Высшие учебные заведения Узбекистана и ДжГПУ участвуют в программе Европейского Союза Erasmus Mundus, направленной на повышение академической эффективности студентов, преподавателей и сотрудничества между университетами. В рамках программ студенты и преподаватели получат возможность проходить научную практику в европейских высших учебных заведениях.
Большое внимание уделяется сотрудничеству с зарубежными партнёрами по привлечению иностранных преподавателей и специалистов к образовательному процессу. Наиболее активную работу в этом направлении ведет Корейским агентством по международному сотрудничеству (KOICA). Также Джизакский государственный педагогический университет имеет совместные образовательные программы с двумя зарубежными вузами: по форме «2+2» с Белорусский университет имени Барановича и по форме «3+1» с Белорусским государственным педагогическим университетом.
Организовать круглые столы совместно с 54 передовыми высшими учебными заведениями таких стран, как Великобритания, Франция, США, Российская Федерация, Финляндия, Южная Корея, Белоруссия, Турция, Азербайджан, Казахстан, Таджикистан, Кыргызстан и др., подписали соглашение о сотрудничестве. соглашения в области академического обмена преподавателями и студентами, организации совместных семинаров, симпозиумов и форумов, совместного участия в международных грантовых проектах, стажировок и повышения квалификации. Среди университетов-партнёров в список тысячи престижных университетов мира входят:
- Портсмутский университет
- Южный федеральный университет
- Новосибирский государственный университет
- Южно-Казахстанский государственный университет имени М. О. Ауэзова
- Санкт-Петербургский государственный университет
- Государственный университет Джорджии
- Томский государственный университет

## Международный рейтинг

#### Мировой рейтинг университетов Times Higher Education
Результаты «Мирового рейтинга университетов Times Higher Education-2024» были объявлены 27 сентября 2023 года. По его данным, Джизакский государственный педагогический университет вместе с 48 вузами Узбекистана получил статус «Репортер».

#### Times Higher Education Impact Ranking
1 июня 2023 года были объявлены результаты «THE Impact Ranking-2023». Джизакский государственный педагогический университет занял 1001+ место в общем рейтинге.

#### Webometrics (Ranking Web of the University)[5]
В рейтинге «Webometrics» среди вузов Узбекистана были получены следующие результаты:
- 2019 г. — 54 место
- 2020 г. — 39 место
- 2021 г. — 2 место
- 2022 г. — 10 место
- 2023 г. — 17 место

#### Round University Ranking Subject rankings
28 октября 2023 года были объявлены результаты «Предметных рейтингов-2023» международного рейтингового агентства «Round University Ranking». По его словам, Джизакский государственный педагогический университет зафиксировал следующие результаты среди вузов мира:
- Естественные науки — 524 место
- Гуманитарные науки (Humanities) — 641 место
- Общественные науки — 768 место
- Науки о жизни — 897 место
- По направлению Технические науки (Точные науки) — 841 место.

#### По результатам рейтинга UI GreenMetric World University Ranking
«UI GreenMetric World University Ranking-2023» Джизакский государственный педагогический университет вошёл в ТОП-1000 университетов (987-е место) среди университетов мира.